# Господар смрти
Господар смрти је српски стрип јунак којег је створио Ђорђе Лобачев. Стрип је објављен први пут у Микијевом царству 1939. Излазио је од броја 76 све до броја 132 из 1940. Господар смрти сматрао се једном од најзначајнијих наслова у "Златно доба српског стрипа".

## Историја
Господар смрти је јунак којег је створио Ђорђе Лобачев. Прва прича Господар смрти је објављена у стрип магазину Микијево царство у новембру 1939. године. Због проклетства које је снашло његову породицу, Господар смрти се бори против зла у свету све док једнога дана не буде ослобођен проклетства. Његов знак била је огњена лобања, као касније у америчком стрипу гострајдер (енгл. Ghost Rider).